# 馬頊
馬頊（1415年—？），字士欽，直隸淮安府山陽縣人，民籍。明朝政治人物。進士出身。

## 生平
順天府鄉試第五十四名。正統七年（1442年）壬戌科會試第九十一名，殿試登進士第三甲第三十二名。

## 家族
曾祖馬世安。祖父馬大方。父亲馬熙白。